# Unbelievable (televisieserie)
Unbelievable is een Amerikaanse miniserie die bedacht werd door Susannah Grant, Michael Chabon en Ayelet Waldman, gebaseerd werd op waargebeurde feiten. De acht afleveringen van de misdaadreeks werden op 13 september 2019 uitgebracht door Netflix. De hoofdrollen worden vertolkt door Toni Collette, Merritt Wever en Kaitlyn Dever.

## Verhaal
Marie Adler besluit na een verkrachting klacht in te dienen, maar wordt niet geloofd door de twee politierechercheurs die haar verhoren. Ze wordt aangeklaagd voor valse aangifte, waarna haar leven in een neerwaartse spiraal belandt. Twee andere politierechercheurs uit Colorado, Grace Rasmussen en Karen Duvall, werken ondertussen samen om een nog actieve serieverkrachter te identificeren en arresteren. Ondanks een handvol kleine aanwijzingen, bijten ze zich in de zaak vast.

## Rolverdeling
| Acteur             | Personage       |
| ------------------ | --------------- |
| Toni Collette      | Grace Rasmussen |
| Merritt Wever      | Karen Duvall    |
| Kaitlyn Dever      | Marie Adler     |
| Eric Lange         | Parker          |
| Bill Fagerbakke    | Pruitt          |
| Elizabeth Marvel   | Judith          |
| Bridget Everett    | Colleen Doggett |
| Dale Dickey        | RoseMarie       |
| Liza Lapira        | Mia             |
| Omar Maskati       | Elias           |
| Danielle Macdonald | Amber           |
| Austin Hébert      | Max Duvall      |
| Aaron Staton       | Curtis McCarthy |
| Blake Ellis        | Chris McCarthy  |
| Scott Lawrence     | Billy Taggart   |

## Productie
Tussen 2008 en 2011 was er in de Amerikaanse staten Washington en Colorado een serieverkrachter actief. In 2015 schreven journalisten Ken Armstrong en T. Christian Miller met An Unbelievable Story of Rape een artikel over de zaak, dat later bekroond werd met de Pulitzerprijs en uitgebreid werd tot het boek A False Report: A True Story of Rape in America (2018). Gelijktijdig met het artikel bracht het radioprogramma/podcast This American Life onder de titel Anatomy of Doubt ook een aflevering over de zaak uit. Zowel het artikel als de radio-aflevering diende als inspiratiebron voor de miniserie.
In juni 2018 raakte bekend dat Toni Collette, Merritt Wever en Kaitlyn Dever gecast waren als hoofdrolspeelsters. In de daaropvolgende maanden werd de cast uitgebreid met onder meer Danielle Macdonald, Dale Dickey, Liza Lapira en Eric Lange.

## Afleveringen
| Afl. | Titel       | Regie           | Scenario                                       | Releasedatum Netflix |
| 1    | "Episode 1" | Lisa Cholodenko | Susannah Grant, Michael Chabon, Ayelet Waldman | 13 september 2019    |
| 2    | "Episode 2" | Lisa Cholodenko | Susannah Grant                                 | 13 september 2019    |
| 3    | "Episode 3" | Lisa Cholodenko | Susannah Grant                                 | 13 september 2019    |
| 4    | "Episode 4" | Michael Dinner  | Michael Chabon, Ayalet Waldman                 | 13 september 2019    |
| 5    | "Episode 5" | Michael Dinner  | Jennifer Schuur                                | 13 september 2019    |
| 6    | "Episode 6" | Michael Dinner  | Becky Mode                                     | 13 september 2019    |
| 7    | "Episode 7" | Susannah Grant  | Susannah Grant, Becky Mode                     | 13 september 2019    |
| 8    | "Episode 8" | Susannah Grant  | Susannah Grant                                 | 13 september 2019    |